# Линейный резистор

Обозначение на схеме

Линейный резистор — полупроводниковый прибор, в котором обычно используется слаболегированный кремний или арсенид галлия. Удельное сопротивление такого полупроводника мало зависит от напряжённости электрического поля и плотности электрического тока. Поэтому сопротивление линейного резистора практически постоянно в широком диапазоне изменения напряжений и токов. Линейные резисторы нашли широкое применение в интегральных микросхемах.